# Радијациона јединица
Радијациона јединица је део Лабораторије за радијациону хемију и физику ГАМА, Института за нуклеарне науке Винча. Пружа услуге поуздане стерилизације и конзервације производа са скоро 40 година искуства.
Поступак стерилизације и конзервације је у потпуности усаглашен са међународним стандардима ИСО 9001, ИСО 13485 (медицинска средства), и ИСО 11137 (радијациона стерилизација).
Стандарди ИСО 13485 и ИСО 11137 Архивирано на веб-сајту  (23. мај 2016) ће бити уведени до марта 2016 године.
Члан Међународне асоцијације за озрачивање- iia. 

## Историја
Изграђена је 1978. године уз помоћ Програма за развој Уједињених нација и Међународне агенције за атомску енергију. Објекат ове врсте је јединствен у Србији, и као незаобилазни део привреде обједињује процес производње и обезбеђује потпуну стерилизацију пре дистрибуције.
Радијациона јединица по својој концепцији и капацитету представља центар за индустријску стерилизацију гама зрачењем и конзервацију прехрамбених производа.

## Технологија

### Процес озрачивања
Стерилизација гама зрачењем технолошки представља последњу карику у ланцу производње.  
Процес производње почиње код примарног произвођача који, у погледу организације производње, контроле квалитета сировина, полупроизвода, мора да обезбеди одговарајуће хигијенске услове производње и да ризик контаминације смањи на минимун.
Комбиновано са процесом озрачивања обезбеђује врло висок степен поузданости стерилизације/конзервације готових производа. 
С обзиром на карактер радијационе стерилизације високу продорност гама зрачења, стерилизација се изводи на претходно запакованим производима. 
Основна одговорност Радијационе јединице за индустријску стерилизацију и конзервацију хране, у складу са прописима и захтевима произвођача (валидација), обезбеди да сваки предмет и део предмета у процесу озрачивања буде изложен одговарајућој дози.

### Гама зрачење
Врста зрачења која се користи мора да буде таква да задовољава основни услов да озрачени производи не постају и сами радиоактивни без обзира на састав производа, услове озрачивања и величину апсорбоване дозе. 
Радијационо постројење у Институту “Винча” пројектовала је Commission Energue Atimique Conservatome из Француске.
Извор зрачења који се користи у радијационим јединицама, је изотоп кобалта, Co-60, који је искључиво намењен за ове сврхе. Процес стерилизације се одвија у специјално дизајнираној комори за озрачивање израђеној од армираног бетона дебљине зидова од 1,8м. Кобалт 60 је двоструко инкапсулиран у металним цевима и као такав смештен у металне рамове који се налазе у комори за озрачивање. Рам са изворима се подиже из базена тако да у току процеса, производи круже око извора чиме се постиже хомогено озрачивање.
Главна предност гама зрачења је велика пенетрација што омогућава третирање херметички запакованих (финалних) производа.
Доза зрачења се изражава у килогрејима (kGy), а апсорбована доза зрачења се прилагођава у зависности од густине производа и величине паковања.

### Одређивање дозе и валидација
За одређивање дозе стерилизације неопходно је познавање броја и отпорности према зрачењу природне микробиолошке популације на или у производу. Доза мора да буде довољна да се њоме може постићи задати степен стерилности (САЛ).

## Врсте зрачења
- Стерилизација - Стерилизација гама зрачењем је позната као хладна јер приликом процеса не долази до пораста температуре чиме се избегавају потенцијална термичка оштећења. Друга предност у односу на остале методе стерилизације је некоришћење канцерогеног гаса, влаге као и повишеног притиска који може довести до механичких оштећења. Поред стерилизације медицинског прибора, такође се спроводи стерилизација санитарног прибора.
- Конзервација хране[6] - Зрачењем се уништавају инсекти и њихова јаја, а знатно (до потпуно, зависно од дозе) се смањује број микроорганизама - изазивача болести и узрочника кварења хране и прехрамбених производа. На пример, хемијска средства за уништавање инсеката у пшеници, пиринчу итд., јесу ефикасна, али јаја остају практично неоштећена, чиме се не отклања накнадно развијање популације инсеката.
- Заштита културне баштине[7]  - Биоразградња је један од највећих изазова са којима се Заводи за заштиту културне баштине суочавају. Материјали који су органског порекла (папир, текстил, кожа итд.) су подложни разградњи услед појаве  инсеката, гљивица, буђи, или бактерија који насељавају ове материјале и који се њима хране. Такође, ови микроорганизми могу озбиљно угрозити здравље људи који су у свакодневном контакту са поменутим материјалима.
- Козметички препарати, фармацеутски производи, амбалаже итд.